# Sarah Chapman
Sarah Chapman (ur. 31 października 1862 w Londynie, zm. 27 listopada 1945 tamże) – angielska robotnica, jedna z liderek strajku zapałczanego w 1888, uznawana za jedną z pionierek równości płci oraz sprawiedliwości w pracy robotniczej.

## Życiorys

### Rodzina
Była piątym z siedmiorga dzieci Samuela Chapmana, piwowara, i Sarah Ann Mackenzie. Dzieciństwo spędziła w Mile End, a kolejne lata w londyńskiej dzielnicy East End.
W grudniu 1891 poślubiła stolarza Charlesa Henry’ego Dearmana. W 1892 urodziła córkę Sarah Elsie. Później miała jeszcze pięcioro dzieci. Rodzina przeniosła się do Bethnal Green, gdzie Sarah mieszkała do końca życia. Charles Henry Dearman zmarł w 1922.
Zmarła w szpitalu Bethnal Green. Została pochowana w nieoznaczonym grobie na cmentarzu Manor Park wraz z pięcioma innymi starszymi osobami.

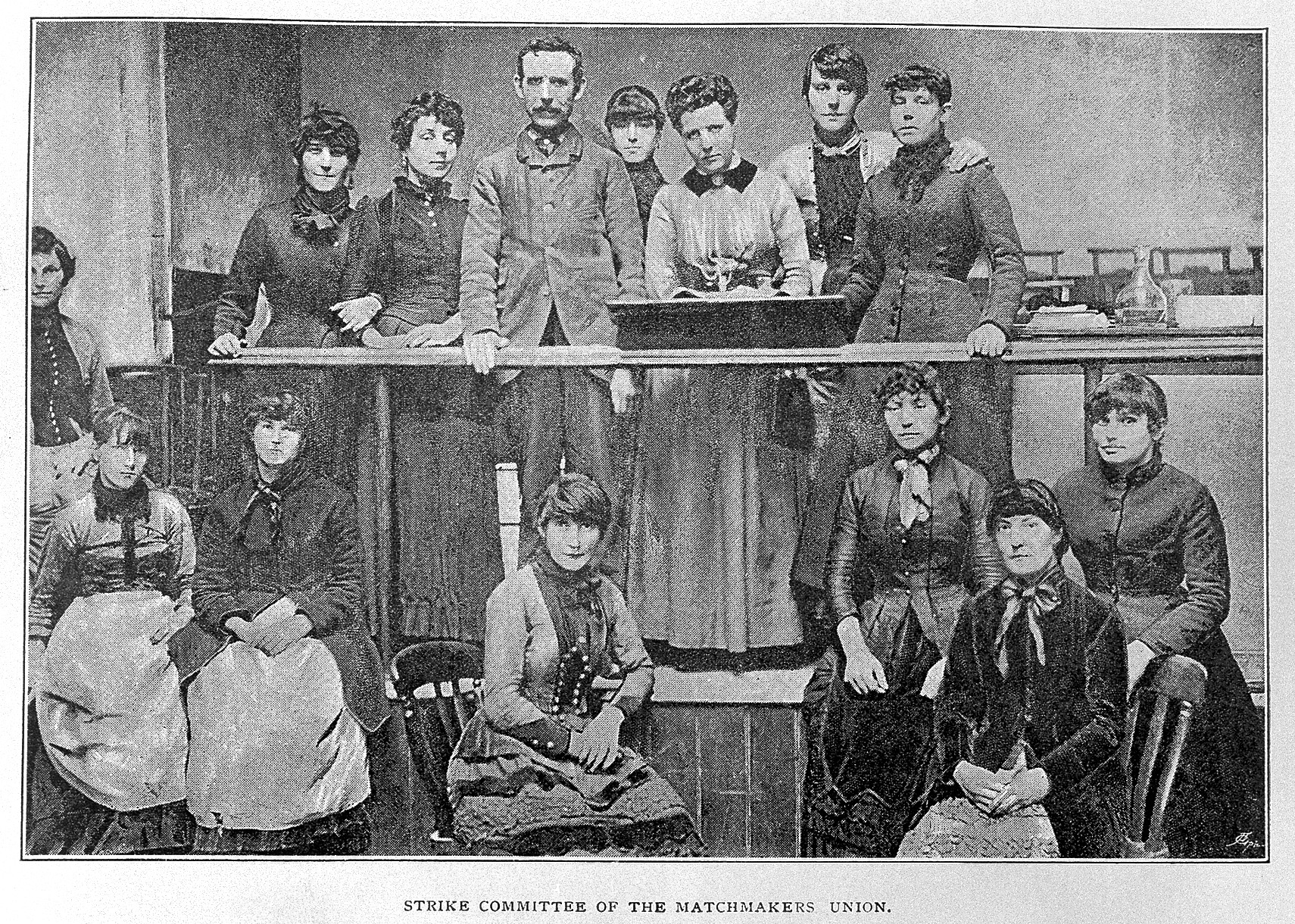
Komitet strajku zapałczanego, Sarah Chapman stoi druga od lewej (1888)

### Rola w strajku w 1888
Jako dziewiętnastolatka, wraz z matką i starszą siostrą, została zatrudniona jako robotnica zapałczana w firmie Bryant & May. Do czasu strajku w 1888 zajmowała stosunkowo dobrze opłacane stanowisko i była cenioną pracownicą.
W czerwcu 1888 na spotkaniu Towarzystwa Fabiańskiego zdecydowano o bojkocie zapałek firmy Bryant & May. Była to reakcja na złe warunki pracy i złe traktowanie pracowników. Poza fabryką odbyło się spotkanie wolnomyślicielki i reformatorki Annie Besant, w rezultacie czego powstał artykuł White Slavery in London opublikowany w „The Link” 23 czerwca. Chociaż dyrekcja firmy Bryant & May próbowała zmusić pracownice do podpisania oświadczeń odrzucających roszczenia, odmówiły. W rezultacie 5 lipca 1888 strajkowało około 1400 dziewcząt i kobiet.
Następnego dnia 200 kobiet maszerowało na Bouverie Street, szukając wsparcia Annie Besant. Sarah Chapman była jedną z trzech kobiet, które spotkały się z Besant. Uzyskały wsparcie działaczki i pomoc w stworzeniu komitetu strajkowego. Pierwszymi członkiniami komitetu były: Mary Naulls, Mary Cummings, Sarah Chapman, Alice Francis, Kate Slater, Mary Driscoll, Jane Wakeling i Eliza Martin. Organizowały spotkania publiczne, starały się pozyskać  wsparcie parlamentarzystów. Prasa przychylnie odnosiła się do strajkujących kobiet. Komitet Strajkowy wsparli też Toynbee Hall i London Trades Council. Po spotkaniu z zarządem Bryant & May przyjęto listę postulatów strajkujących.
Następnie kobiety założyły związek zawodowy (Union of Women Match Makers). Jego pierwsze spotkanie odbyło się 27 lipca w Stepney Meeting Hall. Do komitetu wybrano dwanaście kobiet, w tym Sarah Chapman. Był to największy związek kobiet w Wielkiej Brytanii. Sarah Chapman została wybrana przedstawicielką związku na Kongres Związków Zawodowych. Była jedną z uczestniczek Międzynarodowego Kongresu Związków Zawodowych w Londynie w 1888.

## Dziedzictwo
Od 2019 działa The Matchgirls Memorial, organizacja charytatywna starająca się podnieść świadomość na temat strajku zapałczanych dziewcząt. Zebrano datki na stworzenie nagrobka Sarah Chapman. Planowano wzniesienie pomnika strajkujących i organizatorek strajku.
W lipcu 2020 w angielskim parlamencie złożono pismo wyrażające zaniepokojenie planowanym zniszczeniem miejsca pochówku Sarah Chapman.
W 2021 zapowiedziano, że nowe osiedle mieszkaniowe w Bow zostanie nazwane imieniem Sarah Chapman.
W 2022 English Heritage ogłosiło, że strajk zapałczanych dziewcząt zostanie upamiętniony niebieską tablicą w miejscu dawnej fabryki Bryant & May w Bow w Londynie. Tablicę 5 lipca 2022 odsłoniła aktorka Anita Dobson oraz prawnuczka Sarah Chapman, Samantha Johnson, która prowadził kampanię na rzecz upamiętnienia.

## W popkulturze
Sarah Chapman pojawia się w filmie Enola Holmes 2 (2022) platformy Netflix. Zagrała ją Hannah Dodd. Film przedstawia przyczyny i początek strajku.